# Esporte Clube Dona Isabel
Esporte Clube Dona Isabel é uma agremiação esportiva de Petrópolis.

## História
O clube disputou o Campeonato Petropolitano de Futebol de 1958, 1959 e 1969.

## Estatísticas

### Participações
| Competição               | Temporadas | Melhor campanha           | Estreia | Última | P | R |
| ------------------------ | ---------- | ------------------------- | ------- | ------ | - | - |
| Campeonato Petropolitano | 3          | Desconhecido (três vezes) | 1958    | 1969   | – | – |